# Donje Dubrave
Donje Dubrave is een plaats in de gemeente Ogulin in de Kroatische provincie Karlovac. De plaats telt 249 inwoners (2001).